# (4529) Webern
(4529) Webern ist ein Asteroid des Hauptgürtels, der am 1. März 1984 vom amerikanischen Astronomen Edward L. G. Bowell an der Anderson Mesa Station (IAU Code 688) des Lowell-Observatoriums in Coconino County entdeckt wurde.
Benannt wurde der Asteroid nach dem österreichischen Komponisten Anton Webern (1883–1945), der als Schüler von Arnold Schönberg der Zweiten Wiener Schule angehörte.